# 金海大成洞古墳群
金海大成洞古墳群（キメ テーソンドンこふんぐん、韓国語: 김해 대성동 고분군）は、大韓民国慶尚南道金海市大成洞に所在する墳墓群である。韓国の考古学者申敬澈の指揮によって発掘調査がなされた。1991年1月9日、大韓民国史跡第341号に指定された。

## 概要
金海建設工業高校と金海公立競技場の間の東西に伸びる丘陵地帯に所在する伽耶の古墳群である。長さ約300メートル、高さ約20メートルの丘陵地で、緩斜面のため古墳造営に適している。現在、丘の頂上の一部を除いて、周囲の斜面は整地されている。
発掘調査の結果、1世紀から5世紀にかけての支配階級の墓所として、支石墓、木槨墓など、さまざまなタイプの墓が発見された。丘陵周辺の平野部には1世紀から3世紀の古墳が存在する。丘陵の頂上には4世紀から5世紀の古墳が集中しており、三韓時代の狗邪韓国時代から金官伽倻時代の墳墓が検出されている。木棺は木の板を組み立てて作られており、丸太の棺の使用から木板使用への移行が1世紀代にさかのぼることを示している。
土器、鉄器、木器、中国製の銅鏡などの遺物が出土している。また、遺構は伽倻古墳の形態の変遷過程を示しており、中国製の鏡や土器を通して朝鮮・中国・日本の文化交流の様子を明らかにしている点から重要な考古資料として評価される。ここで発見された遺物は、隣接する博物館に保管・展示されている。

## 注目すべき遺構・遺物
古墳群には低い丘陵地に3世紀末葉から5世紀前半の墓が十数基密集するエリアがあり、このうち大規模なものは長さ8メートル、幅4メートル、深さ5メートルの墓坑内に、丸太を組んだ木槨を築いている。これは、アジア北方の木槨墓に類例がある。また、青銅製のケットル（銅鍑）という容器や馬形の帯金具などが出土しており、これらは北方遊牧民との交流を示唆する遺物である。
一方、盾の装飾金具の巴形銅器、槍などの石突きである筒形銅器、碧玉製の鏃形や紡錘車の形をした石製品など倭国からもたらされたと考えられる遺物も出土している。
これについて都出比呂志（考古学）は、4世紀後半以降高句麗が南進し、三韓南部一帯への圧迫を強めたので、伽倻も倭との連携を強めたであろうと考えられ、北方系や倭系の文物が流入する機会も多かったのではないかと推測している。

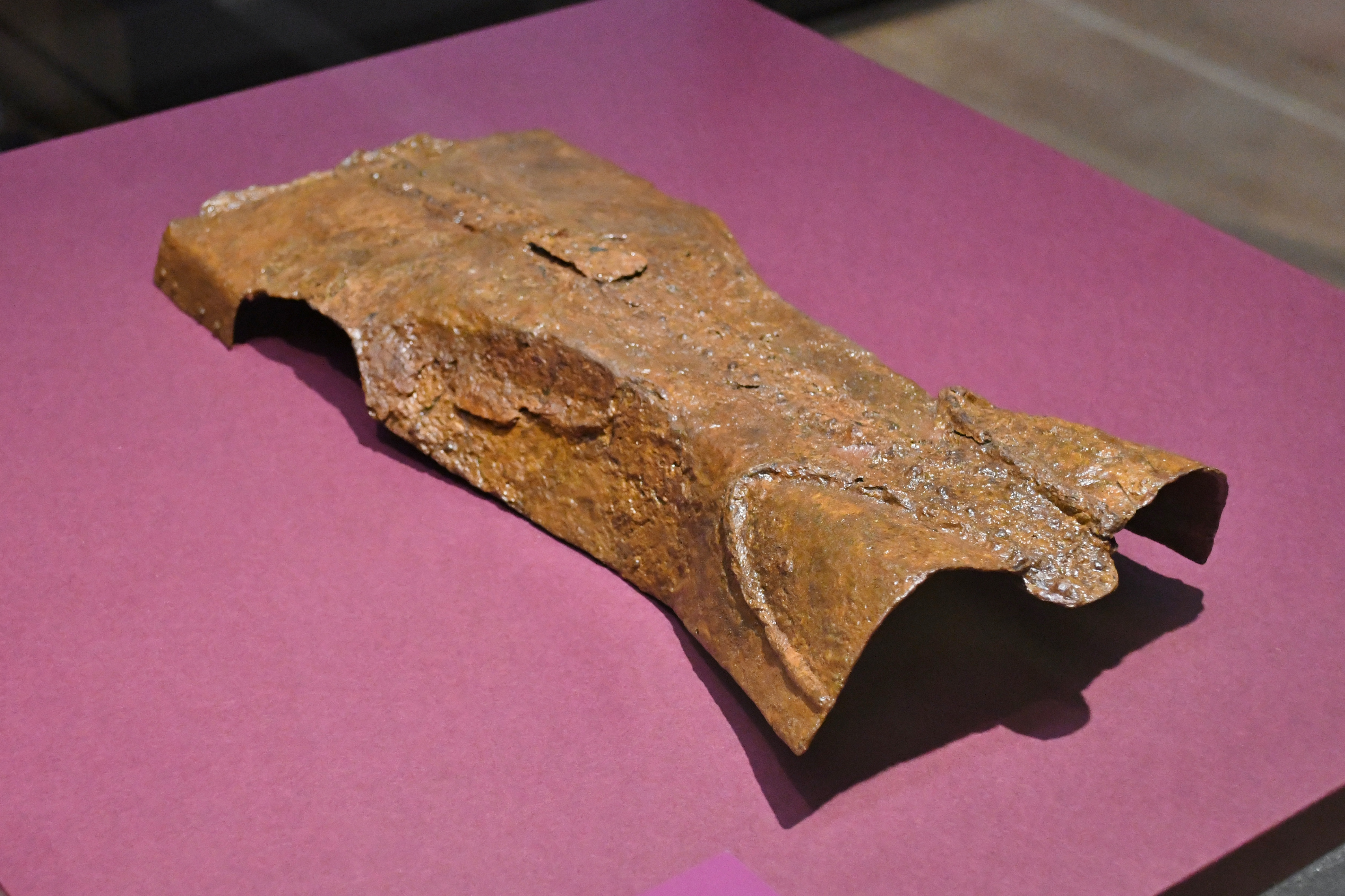
1号墳 馬冑 国立歴史民俗博物館企画展示時に撮影。
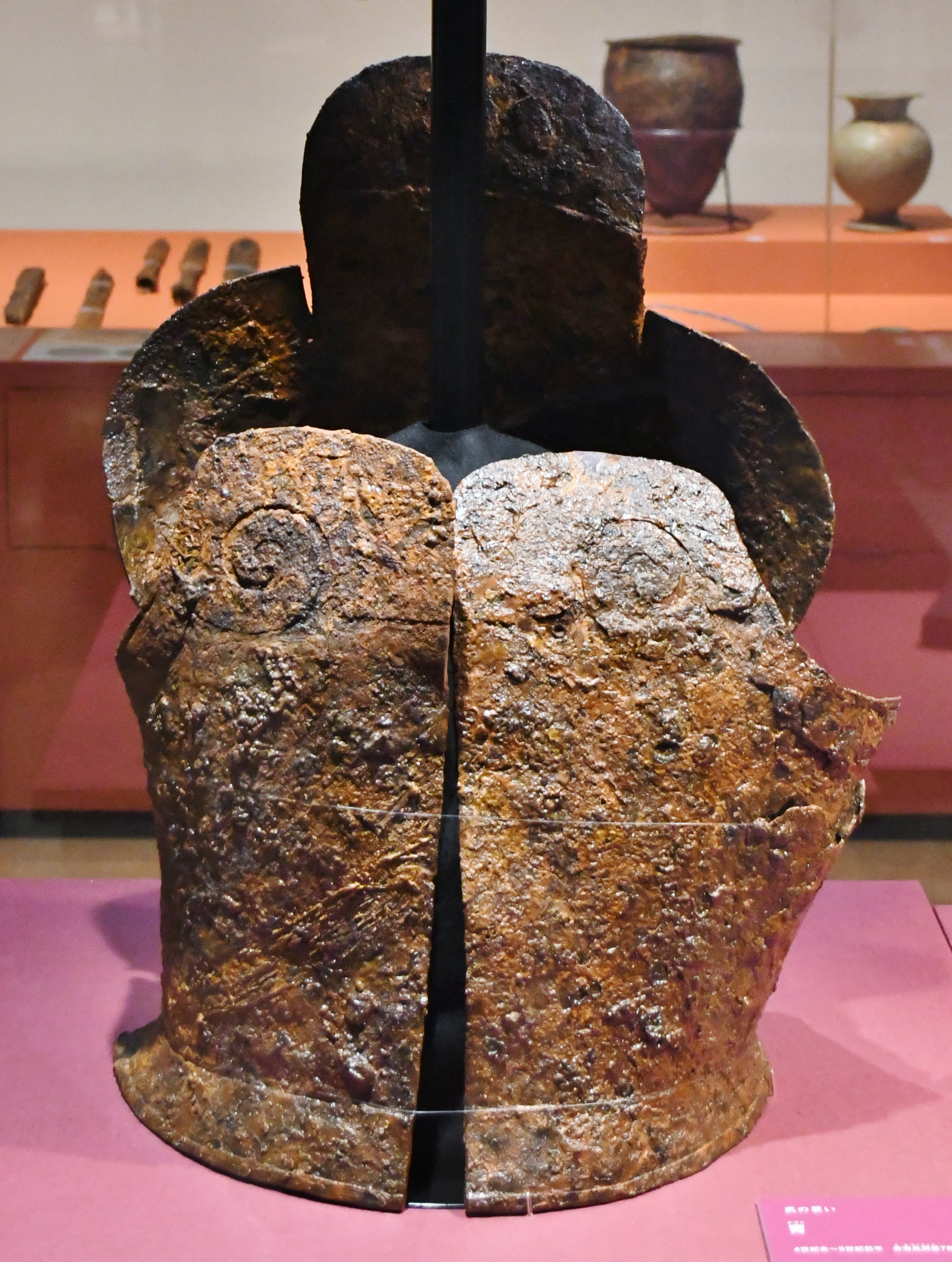
2号墳 短甲 国立歴史民俗博物館企画展示時に撮影。
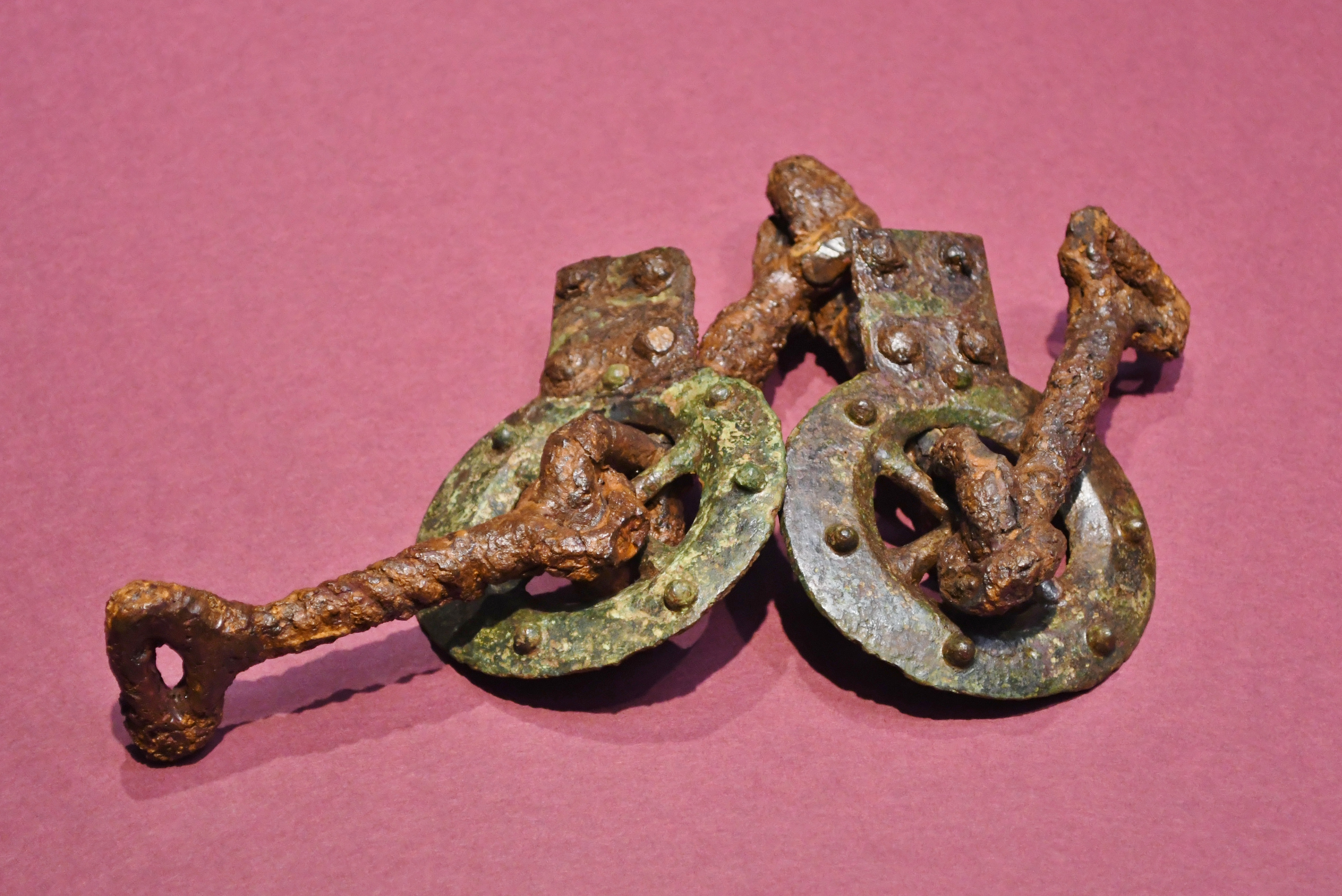
2号墳 轡 国立歴史民俗博物館企画展示時に撮影。
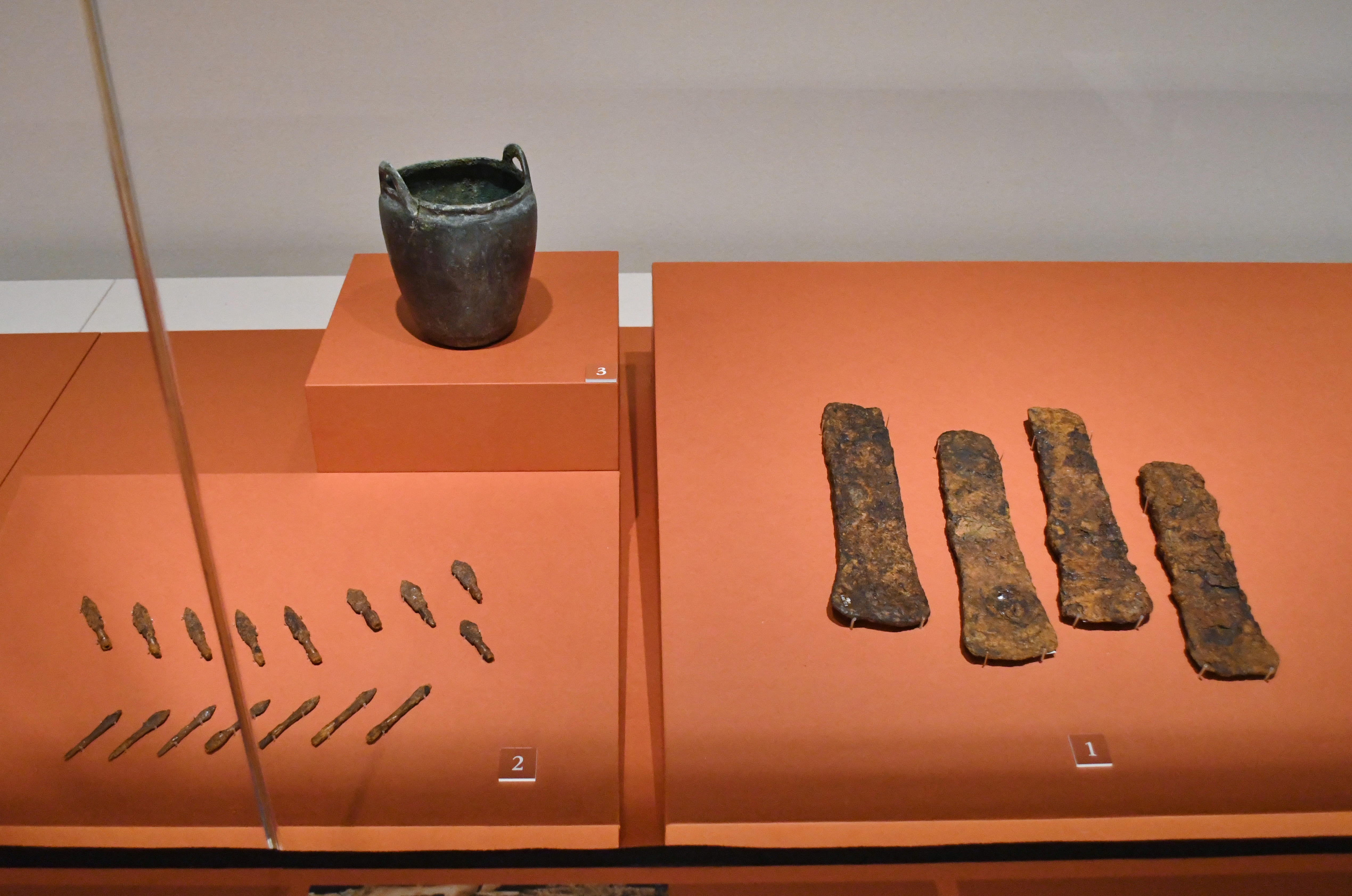
29号墳 板状鉄斧・鉄鏃・青銅製容器（銅鍑） 国立歴史民俗博物館企画展示時に撮影。
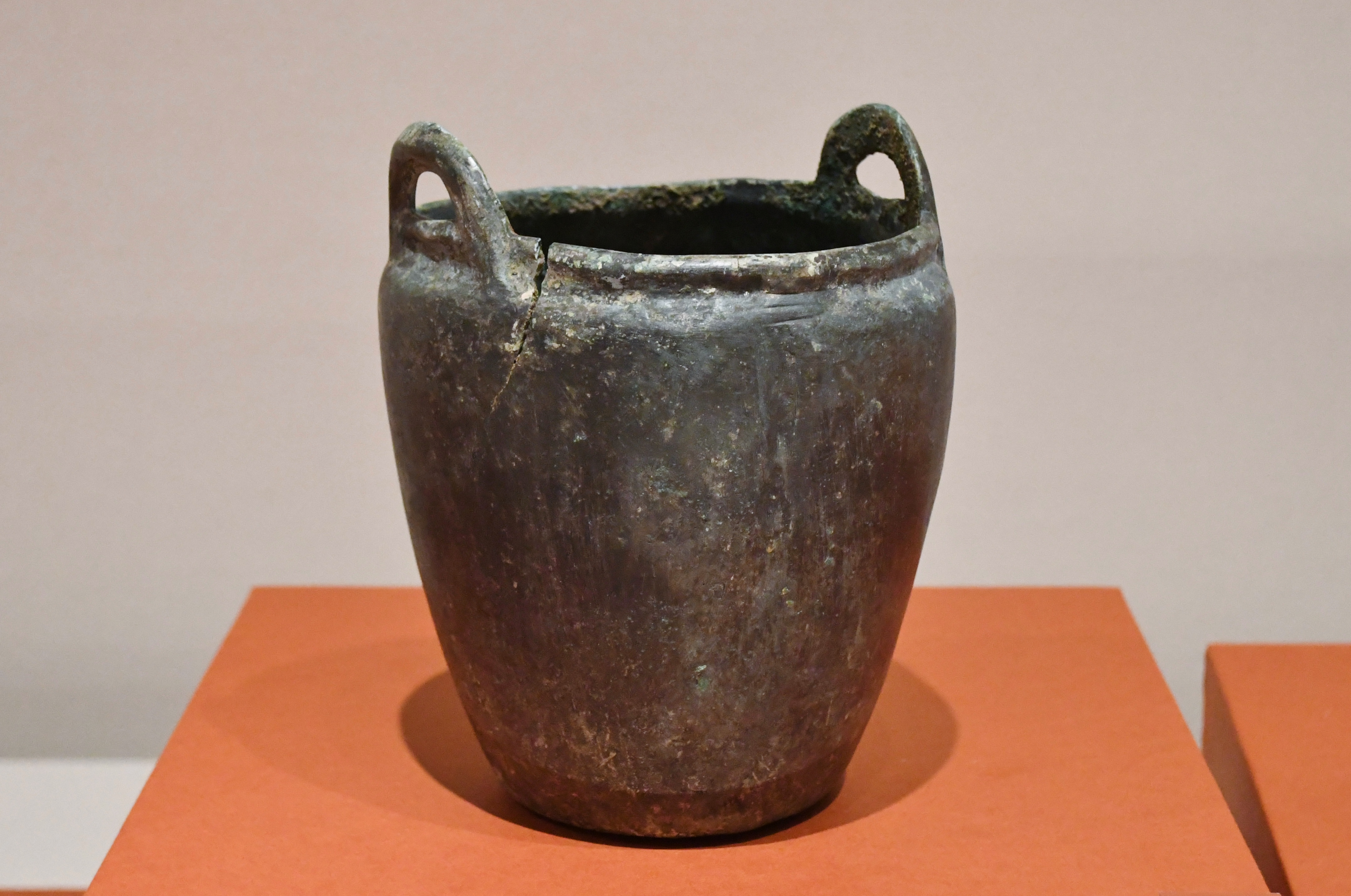
29号墳 青銅製容器（銅鍑） 国立歴史民俗博物館企画展示時に撮影。
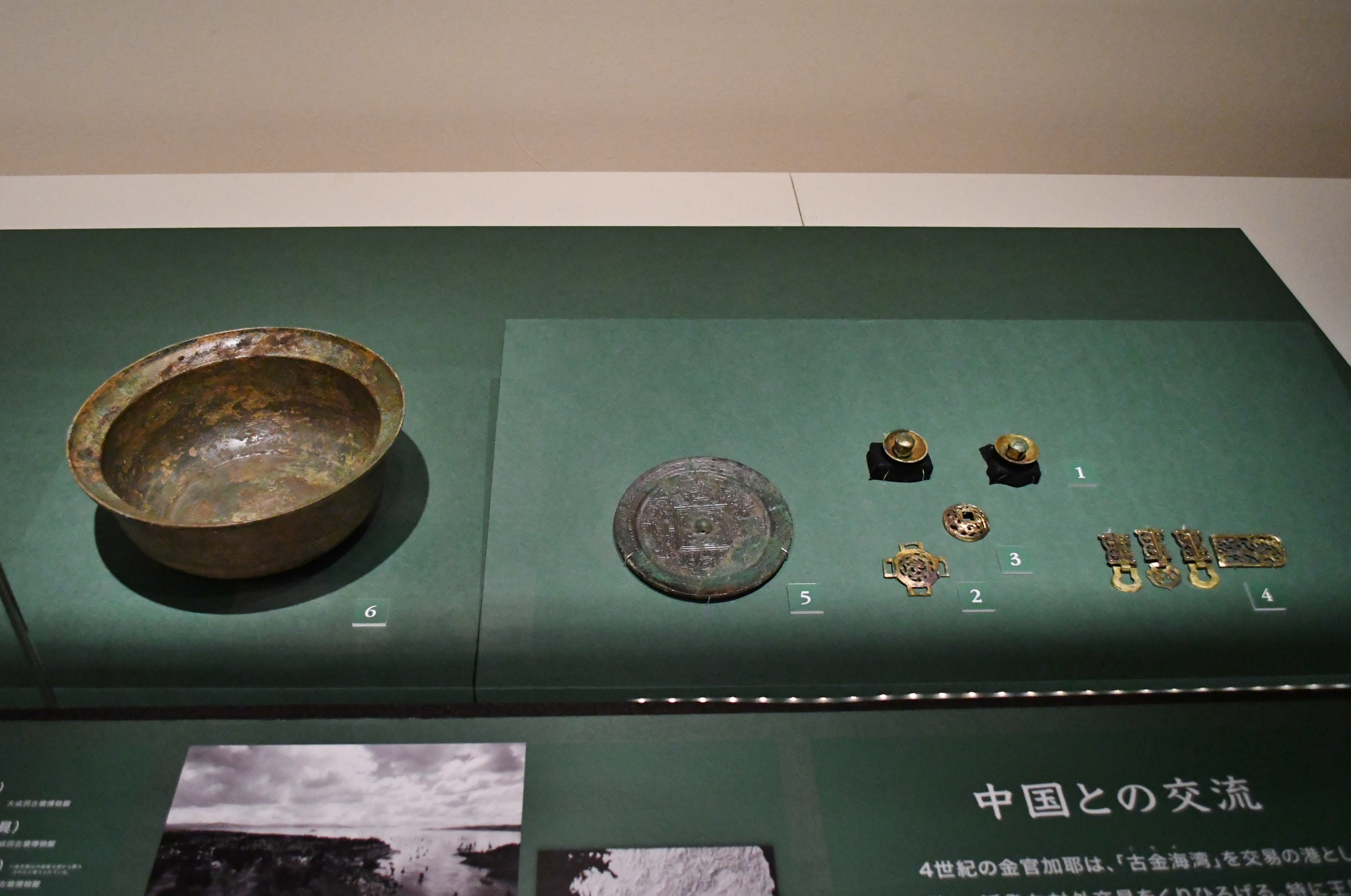
対中国交流関連遺物 国立歴史民俗博物館企画展示時に撮影。
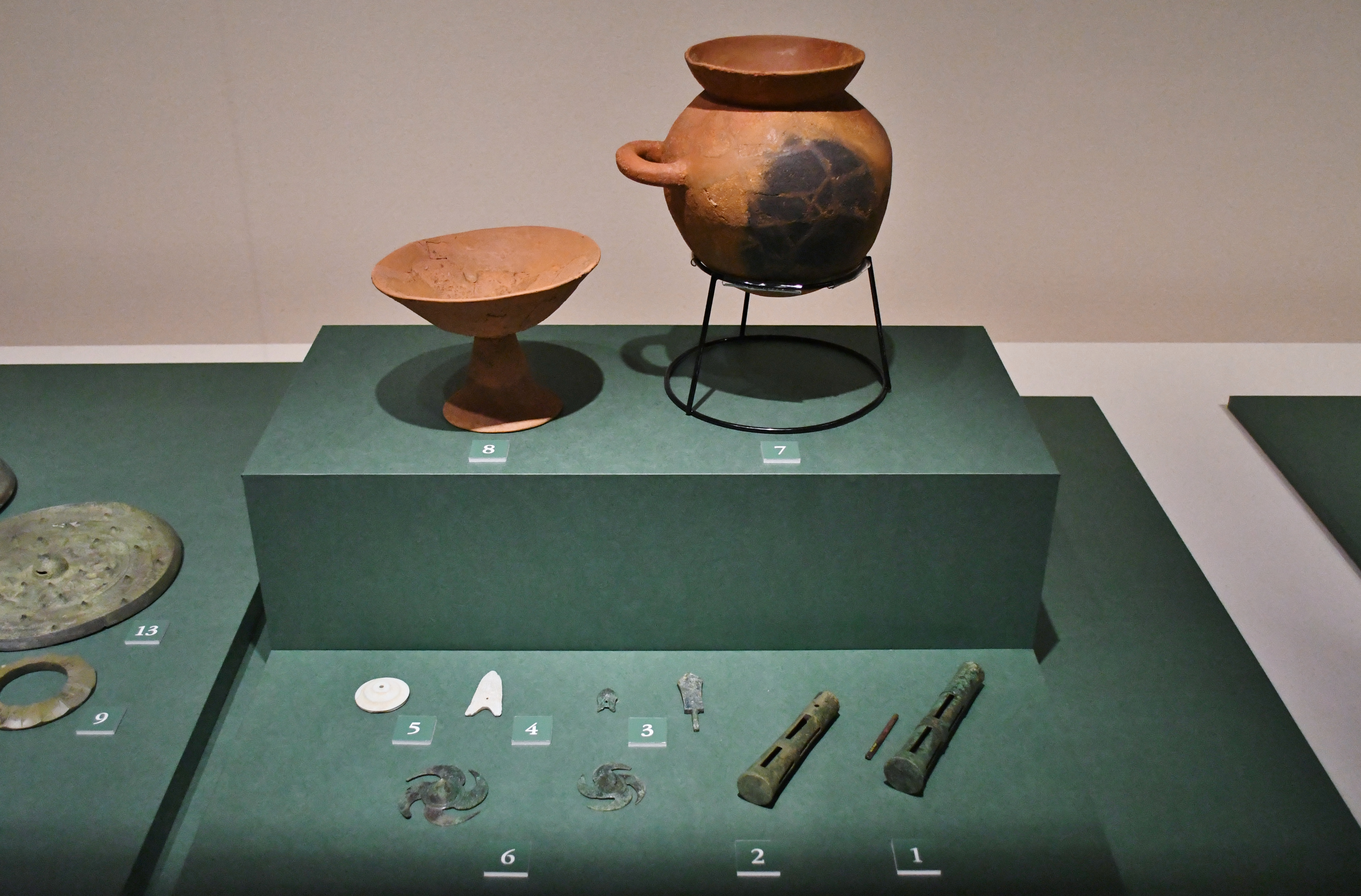
対倭交流関連遺物 高坏は昌原縣洞8号墳出土。国立歴史民俗博物館企画展示時に撮影。

## 被葬者とDNA解析
2022年、韓国ゲノミクスセンター、蔚山国立化学技術研究所などの協力を得て、オーストリアのウィーン大学が行った研究"Northeastern Asian and Jomon-related genetic structure in the Three Kingdoms period of Gimhae, Korea（『韓国金海の三王国時代における東北アジアと縄文人に関連する遺伝子解析』）"では、朝鮮半島南部金海市に位置する大成洞古墳の伽耶王の王陵から出土した被葬者の人骨7体と柳下里貝塚の人骨1体を検査したところ、6個体(Korea-TK_1)は現代韓国人や漢民族と関連が高い一方、2個体(Korea-TK_2)は現代日本人とかなり密接に、日本列島の縄文時代個体群と密接にクラスタ化することが明らかになった。
また、12号墓においては墓主(AKG＿10203、Korea-TK_2)が縄文系のY染色体ハプログループであるD-M116.1（D1a2a1）に属し、殉葬者(AKG_10204、Korea-TK_1)が現在の韓国人に多く(2割弱)みられるハプログループO-CTS723(O1b2a1a2a1)のサブグレードであるハプログループO-PH40（O1b2a1a2a1b1）に属す男性であることが判明した。
一方、62号墓の墓主(AKG10218、Korea-TK_1)はY染色体ハプログループOに属していた。［その後の解析で現代韓国人に中頻度で見られるハプログループO-SK1702(O2a2a1a1b2b2b)に属すと考えられている。］
関連して大韓民国釜山広域市江西区の加徳島にある獐項遺跡からは、伽耶と同様にD-116.1（D1a2a1）のY染色体を持つ縄文系の人骨が出土している。獐項遺跡からは日本産翡翠の装身具をはじめ48体の人骨が出土し、科学分析が可能であったのは17体で、うち1体からはヨーロッパ系の母系とも共通するミトコンドリアDNAのハプログループHが検出されている。